# Jake Hughes
Jake John Hughes (Birmingham, 1994. május 30. –) brit autóversenyző, a Formula–E-ben versenyez a Maserati színeiben.

## Magánélete
Jake Hughes Birmingham városában született és az Aston Villa labdarúgócsapatának szurkolója.

## Pályafutása

### Gokart
2010-ben, tizenhat évesen gokartozással kezdte pályafutását az Easykart brit bajnokság junior osztályában. 2011-ben az 5. lett a Super 1 National Formula KGP bajnokságban. Egy évvel később ugyanitt a tabella negyedik helyén zárt.

### Formula Renault
2012-ben kezdett el együléses formulaautókkal versenyezni a brit Formula Renault bajnokságban, az Antel Motorsport pilótájaként. 2013-ban csatlakozott a Lanan Racinghez és az újonnan alakuló brit Formula–4-es bajnokságban versenyzett tovább, ahol négy győzelme mellett hat dobogós helyezést gyűjtve nyerte meg a bajnoki címet.
2014-ben a Formula Renault NEC-ben szerepelt. Mindössze egyszer állt dobogón az idény során, Silverstone-ban lett harmadik, az összetettben pedig 8. lett az év végén.
2015-ben leszerződött a Koiranen GP csapatával, és a Formula Renault Európa-kupában indult. Az összetett pontverseny 6. helyén zárt a szezon végén, egy győzelmet és további négy dobogós helyezést elérve. Ebben az évben párhuzamosan rajthoz állt a Formula Renault Alps sorozatában is, ahol három futamgyőzelmet is szerzett.

### Formula–3
2017-ben a Formula–3 Európa-bajnokságban állt rajthoz a Hitech Grand Prix versenyzőjeként. A kiírás során egyetlen győzelmet szerzett a Nürburgringen, összetettben pedig 5. lett.
2016-ban a DAMS versenyzője lett a GP3-ban. Első futamgyőzelmét a sorozatban a hockenheimi sprintfutamon szerezte.
2018-ra visszatért a GP3 mezőnyébe, az ART Grand Prix alakulatával. Idénybeli egyetlen győzelmét az osztrák Red Bull Ringen szerezte, a sprintfutamon.
2019-ben a FIA Formula–3 bajnokságban az újonc német alakulat, a HWA Racelab versenyzője lett. Csapattársai Keyvan Andres és Bent Viscaal voltak. Egy alkalommal győzött az évadban, amikor a Red Bull Ringen rendezett második futamon Robert Svarcman és Marcus Armstrong ütközött, majd miután előbbit vétkessége miatt megbüntették, Hughes vette át a vezetést, amit megőrzött a leintésig. Ezenkívül még a Hungaroringen állt mindkét futamon a dobogón. 90 pontot gyűjtve az összetett pontversenyben a 7. helyen végzett.
A 2020-as szezonban a mezőny legidősebb tagjaként, 26 évesen is maradt a bajnokságban, ugyanis szerződést hosszabbított a HWA-val. Új csapattársai Enzo Fittipaldi és Jack Doohan lettek. Rosszul kezdte a szezont, az első hat futamon mindössze fél pontot gyűjtött. A Red Bull Ringen rendezett második versenyen ezúttal is a győzelemért harcolt, azonban ütközött Liam Lawsonnal és kiesett. A szezon második felében, Silverstone-ban megszerezte első dobogós helyezését, majd Barcelonában megnyerte a főversenyt. Monzában újabb győzelmet aratott. Az idényzáró mugellói hétvége során bejelentette, hogy kiszáll a sorozatból. A pontvadászatot végül a 7. pozícióban, 111,5 ponttal zárta.
2021. július 27-én bejelentésre került, hogy a 2021-es kiírás negyedik hétvégéjén, a Hungaroringen visszatér a sorozatba a Carlin Buzz Racinggel, helyettesítve a Red Bull Ringen hüvelykujjsérülést szenvedő, amerikai Kaylen Fredericket.

### Formula–2
2020. szeptember 22-én bejelentették, hogy az FIA Formula–2 bajnokság 2020-as szezonjának hátralévő részére, 6 verseny erejéig átveszi Giuliano Alesi helyét az ebben a géposztályban szereplő BWT HWA Racelab csapatánál. Október 14-én azonban hivatalossá vált, hogy a szezonzáró bahreini 4 versenyt Théo Pourchaire teljesíti, így mindössze 2 futam után Hughes távozott a szériából.
2021. szeptember 7-én a német gárda újból leigazolta, hogy helyettesítse a Spái 24 óráson, balesetben megsérült Jack Aitkent a 2021-es idény ötödik fordulójára, Monzára. Később az oroszországi Szocsira is nevezték, ahol az időmérőedzésen a 6. helyen végzett, megszerezve a HWA egyik legjobb helyezését a szezonban.

### Formula–E
2021. február 25-én nyilvánosságra került, hogy a ROKiT Venturi Racing tartalékpilótája lesz a 2020–2021-es Formula–E világbajnokságon.
Miután kiderült, hogy a Mercedes-Benz EQ helyét és magát a csapatot a NEOM McLaren veszi át, Hughes elhagyta az FIA Formula–2 bajnokságot, hogy indulni tudjon a Formula–E 2022–2023-as évadban.
2024 júliusában, alig néhány órával a McLarentől való távozása után a Maserati MSG Racing bejelentette, hogy több évre szóló szerződést köt Hughesszal a 2024–2025-ös szezontól, ahol egy korábbi bajnok, Stoffel Vandoorne lett a csapattársa.

## Eredményei

### Karrier összefoglaló
| Szezon  | Bajnokság                           | Csapat                      | Verseny          | Győzelem         | Pole             | Leggyorsabb kör  | Dobogós helyezés | Pont             | Helyezés         |
| ------- | ----------------------------------- | --------------------------- | ---------------- | ---------------- | ---------------- | ---------------- | ---------------- | ---------------- | ---------------- |
| 2012    | Brit Formula Renault                | Antel Motorsport            | 2                | 0                | 0                | 0                | 0                | 7                | 30.              |
| 2012    | Single-seater V de V Challenge      | Antel Motorsport            | 2                | 0                | 0                | 0                | 0                | 25               | 45.              |
| 2012    | Brit Formula Renault Téli           | MGR Motorsport              | 2                | 0                | 0                | 0                | 0                | 24               | 14.              |
| 2013    | Brit Formula–4-es bajnokság         | Lanan Racing                | 24               | 4                | 4                | 6                | 10               | 445              | 1.               |
| 2014    | Formula Renault 2.0 NEC             | ART Junior Team             | 4                | 0                | 0                | 0                | 0                | 152              | 8.               |
| 2014    | Formula Renault 2.0 NEC             | Mark Burdett Racing         | 11               | 0                | 0                | 0                | 1                | 152              | 8.               |
| 2014    | Formula Renault Európa-kupa         | Mark Burdett Racing         | 2                | 0                | 0                | 0                | 0                | 0                | Hn†              |
| 2014    | Formula Renault Európa-kupa         | Strakka Racing              | 4                | 0                | 0                | 1                | 0                | 0                | Hn†              |
| 2014    | Formula Renault Alps                | Strakka Racing              | 2                | 0                | 0                | 0                | 0                | 0                | Hn†              |
| 2015    | Formula Renault Európa-kupa         | Koiranen GP                 | 17               | 1                | 1                | 0                | 5                | 160              | 6.               |
| 2015    | Formula Renault Alps                | Koiranen GP                 | 16               | 3                | 2                | 3                | 7                | 237              | 2.               |
| 2016    | GP3                                 | DAMS                        | 18               | 2                | 1                | 2                | 4                | 90               | 8.               |
| 2016    | Formula–3 Európa-bajnokság          | Carlin                      | 3                | 0                | 0                | 0                | 1                | 27               | 16.              |
| 2016    | Makaói nagydíj                      | Carlin                      | 1                | 0                | 0                | 0                | 0                | —                | 6.               |
| 2017    | Formula–3 Európa-bajnokság          | Hitech GP                   | 30               | 1                | 2                | 2                | 7                | 207              | 5.               |
| 2018    | GP3                                 | ART Grand Prix              | 18               | 1                | 0                | 0                | 3                | 85               | 8.               |
| 2018    | Makaói nagydíj                      | Hitech GP                   | 1                | 0                | 0                | 0                | 0                | —                | 4.               |
| 2018    | Formula–3-as Ázsia-bajnokság        | Hitech GP                   | 9                | 9                | 6                | 8                | 9                | 225              | 2.               |
| 2019    | Formula–3                           | HWA Racelab                 | 16               | 1                | 1                | 2                | 4                | 90               | 7.               |
| 2019    | Makaói nagydíj                      | HWA Racelab                 | 1                | 0                | 0                | 1                | 0                | —                | 17.              |
| 2019    | Formula Regionális Európa-bajnokság | KIC Motorsport              | 3                | 0                | 0                | 1                | 3                | 45               | 12.              |
| 2019–20 | Formula–3-as Ázsia-bajnokság        | Hitech Grand Prix           | 6                | 0                | 0                | 1                | 0                | 24               | 14.              |
| 2020    | Formula–3                           | HWA Racelab                 | 18               | 2                | 0                | 3                | 4                | 111,5            | 7.               |
| 2020    | Formula–2                           | HWA Racelab                 | 2                | 0                | 0                | 0                | 0                | 0                | 23.              |
| 2020–21 | Formula–E                           | ROKiT Venturi Racing        | Tartalékpilóta   | Tartalékpilóta   | Tartalékpilóta   | Tartalékpilóta   | Tartalékpilóta   | Tartalékpilóta   | Tartalékpilóta   |
| 2021    | Formula–3                           | Carlin Buzz Racing          | 3                | 0                | 0                | 0                | 0                | 0                | 27.              |
| 2021    | Formula–2                           | HWA Racelab                 | 8                | 0                | 0                | 0                | 0                | 8                | 18.              |
| 2021    | Formula–1                           | Mercedes                    | Szimulátorpilóta | Szimulátorpilóta | Szimulátorpilóta | Szimulátorpilóta | Szimulátorpilóta | Szimulátorpilóta | Szimulátorpilóta |
| 2022    | Formula–2                           | Van Amersfoort Racing       | 16               | 0                | 0                | 0                | 0                | 26               | 16.              |
| 2022    | Formula–1                           | Mercedes                    | Szimulátorpilóta | Szimulátorpilóta | Szimulátorpilóta | Szimulátorpilóta | Szimulátorpilóta | Szimulátorpilóta | Szimulátorpilóta |
| 2022    | Formula–1                           | Aston Martin                | Szimulátorpilóta | Szimulátorpilóta | Szimulátorpilóta | Szimulátorpilóta | Szimulátorpilóta | Szimulátorpilóta | Szimulátorpilóta |
| 2022–23 | Formula–E                           | NEOM McLaren Formula E Team | 15               | 0                | 2                | 0                | 0                | 48               | 12.              |
| 2023–24 | Formula–E                           | NEOM McLaren Formula E Team | 16               | 0                | 2                | 2                | 1                | 48               | 14               |
| 2024–25 | Formula–E                           | Maserati MSG Racing         | 0                | 0                | 0                | 0                | 0                | 0                | HN               |

* A szezon jelenleg is zajlik.
† Hughes vendégversenyző volt a sorozatban, így nem volt jogosult pontszerzésre.

### Teljes GP3-as eredménysorozata
(Táblázat értelmezése)

(Félkövér: pole-pozícióból indult; dőlt: leggyorsabb kört futott) 

| Év   | Csapat         | 1          | 2         | 3          | 4          | 5          | 6          | 7          | 8          | 9          | 10         | 11         | 12         | 13        | 14         | 15         | 16         | 17        | 18        | Helyezés | Pont |
| ---- | -------------- | ---------- | --------- | ---------- | ---------- | ---------- | ---------- | ---------- | ---------- | ---------- | ---------- | ---------- | ---------- | --------- | ---------- | ---------- | ---------- | --------- | --------- | -------- | ---- |
| 2016 | DAMS           | ESP FEA 2  | ESP SPR 8 | AUT FEA 8  | AUT SPR 6  | GBR FEA Ki | GBR SPR 17 | HUN FEA 23 | HUN SPR 19 | GER FEA 8  | GER SPR 1  | BEL FEA Ki | BEL SPR Ki | ITA FEA 3 | ITA SPR 10 | MAL FEA Ki | MAL SPR 12 | UAE FEA 7 | UAE SPR 1 | 8.       | 90   |
| 2018 | ART Grand Prix | ESP FEA 13 | ESP SPR 3 | FRA FEA 10 | FRA SPR 17 | AUT FEA 5  | AUT SPR 1  | GBR FEA Ki | GBR SPR 8  | HUN FEA 16 | HUN SPR 14 | BEL FEA 7  | BEL SPR 4  | ITA FEA 9 | ITA SPR 4  | RUS FEA 7  | RUS SPR 16 | UAE FEA 7 | UAE SPR 2 | 8.       | 85   |

### Teljes Formula–3 Európa-bajnokság eredménysorozata
(Táblázat értelmezése)

(Félkövér: pole-pozícióból indult; dőlt: leggyorsabb kört futott) 

| Év   | Csapat    | 1        | 2       | 3        | 4        | 5        | 6        | 7        | 8       | 9        | 10      | 11      | 12      | 13       | 14    | 15      | 16       | 17      | 18       | 19      | 20    | 21      | 22      | 23      | 24      | 25       | 26       | 27       | 28       | 29      | 30      | Helyezés | Pont |
| ---- | --------- | -------- | ------- | -------- | -------- | -------- | -------- | -------- | ------- | -------- | ------- | ------- | ------- | -------- | ----- | ------- | -------- | ------- | -------- | ------- | ----- | ------- | ------- | ------- | ------- | -------- | -------- | -------- | -------- | ------- | ------- | -------- | ---- |
| 2016 | Carlin    | LEC 1    | LEC 2   | LEC 3    | HUN 1    | HUN 2    | HUN 3    | PAU 1    | PAU 2   | PAU 3    | RBR 1   | RBR 2   | RBR 3   | NOR 1    | NOR 2 | NOR 3   | ZAN 1    | ZAN 2   | ZAN 3    | SPA 1   | SPA 2 | SPA 3   | NÜR 1   | NÜR 2   | NÜR 3   | IMO 1    | IMO 2    | IMO 3    | HOC 1 19 | HOC 2 4 | HOC 3   | 16.      | 27   |
| 2017 | Hitech GP | SIL 1 13 | SIL 2 3 | SIL 3 13 | MNZ 1 10 | MNZ 2 13 | MNZ 3 Ki | PAU 1 Ki | PAU 2 6 | PAU 3 Ki | HUN 1 2 | HUN 2 4 | HUN 3 7 | NOR 1 Ki | NOR 2 | NOR 3 5 | SPA 1 Ki | SPA 2 4 | SPA 3 Ki | ZAN 1 8 | ZAN 2 | ZAN 3 5 | NÜR 1 2 | NÜR 2 1 | NÜR 3 2 | RBR 1 11 | RBR 2 13 | RBR 3 16 | HOC 1 12 | HOC 2 5 | HOC 3 8 | 5.       | 207  |

### Teljes FIA Formula–3-as eredménysorozata
(Táblázat értelmezése)

(Félkövér: pole-pozícióból indult; dőlt: leggyorsabb kört futott) 

| Év   | Csapat             | 1           | 2           | 3            | 4           | 5          | 6          | 7          | 8           | 9          | 10         | 11         | 12         | 13         | 14         | 15        | 16        | 17        | 18        | 19      | 20      | 21      | Helyezés | Pont  |
| ---- | ------------------ | ----------- | ----------- | ------------ | ----------- | ---------- | ---------- | ---------- | ----------- | ---------- | ---------- | ---------- | ---------- | ---------- | ---------- | --------- | --------- | --------- | --------- | ------- | ------- | ------- | -------- | ----- |
| 2019 | HWA Racelab        | ESP FEA 17  | ESP SPR Ki  | FRA FEA Ki   | FRA SPR 7   | AUT FEA 7  | AUT SPR 1  | GBR FEA 9  | GBR SPR Ki  | HUN FEA 3  | HUN SPR 3  | BEL FEA 21 | BEL SPR Ki | ITA FEA 6  | ITA SPR 3  | RUS FEA 7 | RUS SPR 4 |           |           |         |         |         | 7.       | 90    |
| 2020 | HWA Racelab        | AUT1 FEA 28 | AUT1 SPR 12 | AUT2 FEA 10‡ | AUT2 SPR Ki | HUN FEA 24 | HUN SPR 19 | GBR1 FEA 4 | GBR1 SPR 10 | GBR2 FEA 2 | GBR2 SPR 7 | ESP FEA 1  | ESP SPR 10 | BEL FEA Ki | BEL SPR 17 | ITA FEA 5 | ITA SPR 1 | MUG FEA 2 | MUG SPR 6 |         |         |         | 7.       | 111,5 |
| 2021 | Carlin Buzz Racing | ESP SP1     | ESP SP2     | ESP FEA      | FRA SP1     | FRA SP2    | FRA FEA    | AUT SP1    | AUT SP2     | AUT FEA    | HUN SP1 16 | HUN SP2 17 | HUN FEA 13 | BEL SP1    | BEL SP2    | BEL FEA   | NED SP1   | NED SP2   | NED FEA   | RUS SP1 | RUS SP2 | RUS FEA | 27.      | 0     |

† A versenyt nem fejezte be, de helyezését értékelték, mert a versenytáv több, mint 90%-át teljesítette.
‡ A versenyt félbeszakították, és mivel nem teljesítették a táv 75%-át, így csak a pontok felét kapta meg.

### Teljes FIA Formula–2-es eredménysorozata
(Táblázat értelmezése)

(Félkövér: pole-pozícióból indult; dőlt: leggyorsabb kört futott) 

| Év   | Csapat                | 1          | 2         | 3           | 4         | 5          | 6          | 7           | 8          | 9          | 10         | 11        | 12         | 13         | 14         | 15         | 16        | 17        | 18         | 19         | 20         | 21       | 22         | 23         | 24         | 25      | 26      | 27      | 28      | Helyezés | Pont |
| ---- | --------------------- | ---------- | --------- | ----------- | --------- | ---------- | ---------- | ----------- | ---------- | ---------- | ---------- | --------- | ---------- | ---------- | ---------- | ---------- | --------- | --------- | ---------- | ---------- | ---------- | -------- | ---------- | ---------- | ---------- | ------- | ------- | ------- | ------- | -------- | ---- |
| 2020 | HWA Racelab           | AUT1 FEA   | AUT1 SPR  | AUT2 FEA    | AUT2 SPR  | HUN FEA    | HUN SPR    | GBR1 FEA    | GBR1 SPR   | GBR2 FEA   | GBR2 SPR   | ESP FEA   | ESP SPR    | BEL FEA    | BEL SPR    | ITA FEA    | ITA SPR   | MUG FEA   | MUG SPR    | RUS FEA 12 | RUS SPR Ki | BHR1 FEA | BHR1 SPR   | BHR2 FEA   | BHR2 SPR   |         |         |         |         | 23.      | 0    |
| 2021 | HWA Racelab           | BHR SP1    | BHR SP2   | BHR FEA     | MON SP1   | MON SP2    | MON FEA    | AZE SP1     | AZE SP2    | AZE FEA    | GBR SP1    | GBR SP2   | GBR FEA    | ITA SP1 12 | ITA SP2 Ki | ITA FEA 13 | RUS SP1 4 | RUS SP2 T | RUS FEA 18 | KSA SP1    | KSA SP2    | KSA FEA  | UAE SP1 Ki | UAE SP2 13 | UAE FEA Ki |         |         |         |         | 18.      | 8    |
| 2022 | Van Amersfoort Racing | BHR SPR Ki | BHR FEA 9 | KSA SPR Kiz | KSA FEA 4 | IMO SPR 18 | IMO FEA 12 | ESP SPR 20† | ESP FEA 16 | MON SPR 18 | MON FEA 13 | AZE SPR 9 | AZE FEA 10 | GBR SPR 11 | GBR FEA 10 | AUT SPR 16 | AUT FEA 5 | FRA SPR   | FRA FEA    | HUN SPR    | HUN FEA    | BEL SPR  | BEL FEA    | NED SPR    | NED FEA    | ITA SPR | ITA FEA | UAE SPR | UAE FEA | 16.      | 26   |

† A versenyt nem fejezte be, de helyezését értékelték, mert a versenytáv több, mint 90%-át teljesítette.

### Teljes Formula–E eredménylistája
(Táblázat értelmezése)

(Félkövér: pole-pozícióból indult; dőlt: leggyorsabb kört futott) 

| Év      | Csapat   | 1     | 2      | 3     | 4      | 5      | 6      | 7      | 8      | 9      | 10     | 11     | 12     | 13     | 14     | 15     | 16     | 17  | Helyezés | Pont |
| ------- | -------- | ----- | ------ | ----- | ------ | ------ | ------ | ------ | ------ | ------ | ------ | ------ | ------ | ------ | ------ | ------ | ------ | --- | -------- | ---- |
| 2022–23 | McLaren  | MEX 5 | DIR 8  | DIR 5 | HAI Ki | FOK 10 | SAP 8  | BER Ki | BER 18 | MON 5  | JAK 10 | JAK Ki | POR 18 | ROM Ni | ROM 11 | LON 10 | LON 19 |     | 12.      | 48   |
| 2023–24 | McLaren  | MEX 7 | DIR 11 | DIR 4 | SAP Ki | TOK 14 | MIS 13 | MIS 8  | MON 16 | BER 15 | BER 12 | SHA 16 | SHA 2  | POR 21 | POR Ki | LON Ki | LON 10 |     | 14.      | 48   |
| 2024–25 | Maserati | SAP . | MEX    | JED   | JED    |        | MIA    | MON    | MON    | TOK    | TOK    | SHA    | SHA    | JAK    | BER    | BER    | LON    | LON | HN       | 0    |